# Trox insularis
Trox insularis är en skalbaggsart som beskrevs av Louis Alexandre Auguste Chevrolat 1864. Trox insularis ingår i släktet Trox och familjen knotbaggar. Inga underarter finns listade i Catalogue of Life.